# Tuil (Gueldre)
Pour les articles homonymes, voir Tuil.
Tuil est un village néerlandais de la commune de West Betuwe, situé dans la province du Gueldre.

## Géographie
Tuil est situé sur la rive droite du Waal entre Waardenburg et Haaften.

## Histoire
En 1840, Tuil appartenait à la commune de Haaften et comptait 60 maisons et 408 habitants. Depuis le 1er janvier 1978 Tuil a fusionné dans la commune de Neerijnen.

## Référence
1. ↑  Alphabetisch register van alle bewoonde oorden des Rijks, Departement van Oorlog, Éd. Erven Doorman, 's-Gravenhage, 1850